# Österreichische Gesellschaft für Architektur

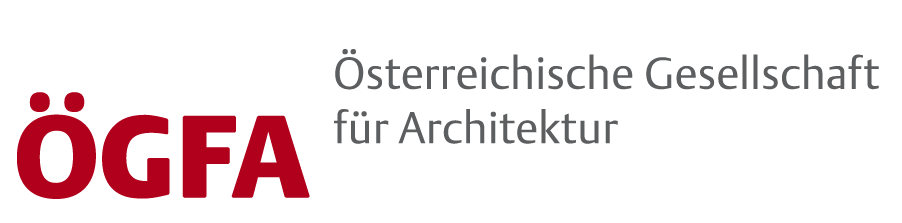
Logo

Die Österreichische Gesellschaft für Architektur (kurz ÖGFA) ist ein 1965 gegründeter Verein mit Sitz in Wien.

## Ziele
Ziel der Organisation ist die Förderung, Verbreitung und Vermittlung von Architekturkultur durch ein kontinuierliches Programm von Bauvisiten, Vorträgen, Diskussionen, Symposien und Publikationen. Die ÖGFA ist Mitbegründerin der Architekturstiftung Österreich und für die inhaltliche Konzeption des Wien-Programms der Architekturtage verantwortlich.

## Geschichte
Die ÖGFA ist eine der ältesten Architekturvermittlungsinstitutionen in Österreich. „Jüngste damalige Ereignisse der Baukultur, beziehungsweise Unkultur, auch der katastrophale Umgang mit wertvoller Bausubstanz, etwa die bereits eingesetzte Abbruchkette von Otto Wagners Stadtbahnstationen führten zu Ohnmacht und Lähmung“, so Friedrich Kurrent, Gründungsmitglied und langjähriger Vorstandsvorsteher der ÖGFA. Erklärte Ziele der Gründungsmitglieder waren neben der Schaffung einer Öffentlichkeit für die Belange der Architektur, auch die Auseinandersetzung mit der Geschichte der Architektur, speziell der Geschichte der Moderne sowie Theoriebildung durch die Publikation UmBau.
Gründungsmitglieder des Vereins waren Friedrich Achleitner (Architekturkritiker), Maria Biljan-Bilger (Bildende Künstlerin), Sokratis Dimitriou (Architekturhistoriker), Wolfgang Gleissner (Jurist), Viktor Hufnagl (Architekt), Friedrich Kurrent (Architekt), Traude Windbrechtinger (Architektin) und Wolfgang Windbrechtinger (Architekt).

### Vorsitzende
- seit 2022 Maik Novotny